# Porto Santo
Porto Santo er en 42 km² stor og 9 km lang og 6 km bred portugisisk ø som ligger ca. 42 km nordøst for Madeira i Nordatlanten. Administrativt er den en del af den autonome region Madeira. Den største by på øen er Porto Santo, også kaldt Vila Baleira. I 2014 havde kommunen og øen 5483 indbyggere. Øen har en flyplads med rute til Funchal, som kun ligger 15 minutter væk med fly. Den er den nordligste og østligste af Madeiraøerne. Den nærmeste by er Machico på Madeira i sydvest. Beboerne lever overvejende af fiskeri og turisme. Øens eneste større by er Vila Baleira ved den flade sydkyst, hvor næsten alle øens beboere lever. Porto Santo er en af de seks kredse i Portugal, der kun omfatter en kommune (Freguesia).

## Geografi
Landskabet på øen inkluderer jordbrugsland i syd og centrale områder og længere syd en lang kystlinje med et par strande, skove og græssletter i vest. I nord ligger flere stenklippeøer med en længere kystlinje, i nordøst ligger skovområder og en fem-seks bjergtoppe dækket af græs. Porto Santo har cirka 9 km sandstrande, mens øen Madeira ikke har nogle, bortset fra en lille strand nær Calheta.

## Historie
Øen blev officielt opdaget i 1418 af Henrik Søfareren, João Gonçalves Zarco og Tristão Vaz Teixeira. 
Øen blev doneret til Bartolomeu Perestrelo. Navnet Porto Santo (hellig Havn) blev givet til bugten på sydkysten som gav beskyttelse til søfolk under uvejr. De første nybyggere havde hårde tider på grund af mangel på ferskvand
og angreb fra algeriske og franske sørøvere. En i 1418 udsat drægtig kanin formerede sig så stærkt, at beboerne allerede et par år efter blev udsat for en stor kaninplage.
1420 fik Bartolomeu Perestrelo øen som  len af Henrik Søfareren. Øen var dengang endnu bevokset med drageblodstræskove, og stedsegrønne buske. Fra begyndelsen vanskeliggjorde vandmangel dyrkningen af  marker på Porto Santo. På grund af øens flade areal lykkedes kvægdriften bedre end på Madeira, og derfor leverer Porto Santo også i nutiden kød til naboøen.
1479 giftede Christoffer Columbus sig med Filipa de Perestrelo e Moniz, Bartolomeu Perestrelos datter, han var på den tid øens guvernør. Columbus levede sammen med sin kone flere år på øen. Indtil det 18. århundrede blev øen ofte angrebet af engelske, franske og mauriske sørøvere. Som beskyttelse mod dem, blev der på Pico do Facho anlagt en fæstning, som der ikke mere er nogen rester af.

## Turisme
Øen har et stabilt, tørt og ensartet klima året rundt med ganske små temperatursvingninger. I januar og februar, hvor her er koldest er gennemsnitstemperaturen 19 grader. Den 9 km lange sandstrand er den største turistattraktion. Det 517 meter høje bjerg  Pico do Facho på på østlige del er af vulkansk oprindelse og byder på en god udsigt ud over øen. 
I den vestlige ende af øen ligger Porto Santo Golf banen. Banen har på grund af beliggenheden ved havet forskellige udfordringer for alle, uanset niveau. 
I vest på den sydlige del befinder der sig ved Pico de Ana Ferreira interessante basaltformationer, som består af 10 m lange basalt prismer. Prismerne stammer fra den vulkanske magma, som skabte øen. Formationen består både af de mere almindeligt forekommende sekskantede prismer, men også af de mere sjældne femkantede.
Ørkenen på Porto Santo, Fonte de Areia, opstod da vandet trak sig tilbage fra området for ca. 30.000 år siden, og sandet stammer fra det koralrev der har dækket det meste af øen i sand. I ørkenen findes mange fossiler, både af planter og dyr, men også af de specielle sandformationer, der kendes som fossile sanddriver. Området er fredet, og der er kun muligt at  færdes i en del af ørkenen. Der er guidede jeepture til ørkenen.
Det privatejede vindmøllemuseum Museu Cardina  udstiller  detaljerede modeller af øens gamle vindmøller. Der er også en udstilling af gamle landbrugsredskaber.

Christoffer Columbus giftede sig og levede her i årene 1479-1481. Hans hus er i dag et museum. Han boede på øen. Museet har blandt andet en udstilling om de portugisiske søfarere, og deres indflydelse på Porto Santo. En anden n udstilling fortæller om det hollandske imperium, og med genstande fra den hollandske galleon "Slot ter Hooge" der sank ud for Porto Santo i 1724.
Porto Santo har flere skoler, en latinskole, et gymnasium, flere kirker, en plads (praça), et kongrescenter, et museum, indkøbscenter, barer, restauranter og en golfbane.
- Øens beliggenhed
- Turistkort
- Porto Santo
- Porto Santo
- Vila Baleira
- Den kendte 9 km lange strand på Porto Santo
- Øens traditionelle vindmøller
- Basaltformationer